# Wenelin Alajkow
Wenelin Georgijew Alajkow (* 18. Februar 1933 in Schumen; † 13. Februar 2007 in Sofia) war ein bulgarischer Schachkomponist. Von Beruf war er Maschinenbauingenieur und Spezialist für Arbeitsnormen.

## Schachkomposition
Seine erste Schachaufgabe publizierte Alajkow 1947 im Anzeiger Sedmitschen rebus. Danach komponierte er nicht mehr bis 1963, als er Petko Petkow kennenlernte. Von ihm erlernte er das Handwerk des Komponierens und wurde sehr aktiv. Mehr als 1300 Schachaufgaben nahezu aller Genres, ausgenommen Studien und Retroaufgaben, publizierte er. Seine größten Erfolge errang er im Selbstmatt und Märchenschach.
Im Jahr 1977 wurde er zum Internationalen Preisrichter für Schachkomposition ernannt.
1993 wurde ihm der Titel eines Großmeisters für Schachkomposition verliehen. 
1993 bis 2004 war er Redakteur der Spalte für Schachkomposition der bulgarischen Schachzeitschrift Schachmatna Misl.
|   | a | b | c | d | e | f | g | h |   |
| 8 |   |   |   |   |   |   |   |   | 8 |
| 7 |   |   |   |   |   |   |   |   | 7 |
| 6 |   |   |   |   |   |   |   |   | 6 |
| 5 |   |   |   |   |   |   |   |   | 5 |
| 4 |   |   |   |   |   |   |   |   | 4 |
| 3 |   |   |   |   |   |   |   |   | 3 |
| 2 |   |   |   |   |   |   |   |   | 2 |
| 1 |   |   |   |   |   |   |   |   | 1 |
|   | a | b | c | d | e | f | g | h |   |

Die Aufgabe zeigt auf e7 einen Grimshaw und die Nutzung der Halbfessel auf der 5. Reihe.

Lösung:

1. Lf2–h4! (droht 2. Tg6xg5+ Kf5–f6 3. Tg5–g7+ Kf6–f5 4. Tg7–f7)

1. … Te8–e7 2. Sb7–d6+ Da6xd6 3. Se2–d4+ e5xd4 4. Dd3xe4#

1. … Lf8–e7 2. Lc8xe6+ Da6xe6 3. Dd3xe4+ d5xe4 4. Se2–d4#

1. … Lf8xh6 2. Sb7–d6+ Da6xd6 3. Se2–d4+ e5xd4 4. Dd3xe4#

## Werke
- Alajkow, Wenelin: Schachmatna komposizija. Medizina i Fiskultura, Sofia, 1977. (bulgarisch)
- Alajkow, Wenelin: Ljubopitni temi trichodowite sadatschi. Sofia, 1983, (bulgarisch)